# Адамов, Адам Магомедович
Адам Магомедович Адамов (1 мая 1931, с. Хурукра, Лакский район, Дагестанская АССР, РСФСР, СССР) — дагестанский советский и российский поэт, прозаик, литературовед, публицист, переводчик, писавший на русском и лакском языках.

## Биография
Учился в Махачкалинском музыкальном училище, окончил Литературный институт имени А. М. Горького. Работал слесарем, фрезеровщиком, грузчиком, пел в Дагестанском ансамбле песни и танца, работал инструктором ДОСААФ, методистом художественной самодеятельности Дагсовпрофа, воспитателем в рабочем общежитии, эвакуатором детприемника, литсотрудником газеты «Избербашский рабочий».
Начиная с 1960 года публиковал стихи на лакском и русском языках на страницах республиканских газет и журналов: «Комсомолец Дагестана», «Дагестанская правда», «Женщина Дагестана», «Советский Дагестан», «Литературный Дагестан» и др.
В 1967 году вышла первая книга на русском языке «Суровая нежность». Затем издал книги «Неписаные законы», «Здравствуй!», «За перевалом перевал», «Беспокойное счастье», «Лунная заря» и др. Перу А. Адамова принадлежит сборник стихов на лакском языке «Орлиная высота», вышедший в Махачкале в 1978 году.
В издательствах «Советский писатель» и «Советская Россия» вышли поэтические сборники Адама Адамова «Гривастое солнце», «Земля, уходящая в небе» и «Дуновение». 
Член Союза писателей СССР с 1980 года.